# Надокра
Надокра (груз. ნადოკრა) — село в Грузии, на территории Тианетского муниципалитета края (мхаре) Мцхета-Мтианети.

## География
Село находится в центральной части Грузии, на расстоянии приблизительно 14 километров (по прямой) к юго-западу от посёлка городского типа Тианети, административного центра муниципалитета. Абсолютная высота — 1079 метров над уровнем моря.

## Население
По результатам официальной переписи населения 2014 года в Надокре проживало 152 человека (77 мужчин и 75 женщин). В национальной структуре населения грузины составляли 100 %.
| Год  | Население, человек |
| ---- | ------------------ |
| 2002 | 238                |
| 2014 | ↘ 152              |